# Poule A de la Coupe du monde de rugby à XV 2011
La poule A de la Coupe du monde de rugby à XV 2011, qui se dispute en Nouvelle-Zélande du 9 septembre au 3 octobre 2011, comprend cinq équipes dont les deux premières se qualifient pour les quarts de finale de la compétition. Conformément au tirage au sort effectué le 1er décembre 2008 à Londres, les équipes (avec leur rang dans le classement mondial de l'IRB de décembre 2008 (!)) de la Nouvelle-Zélande (1re), de la France (4e), des Tonga (12e), du Japon (13e) et du Canada (14e) composent ce groupe A. Le premier de ce groupe affronte ensuite le second de la Poule B et le deuxième de ce groupe le premier de la Poule B.
Dans le groupe A, la Nouvelle-Zélande tient son rang. Sans surprise, les All Blacks remportent leurs quatre rencontres, inscrivant 240 points et n'en encaissant que 49. Ils rencontrent l'Argentine en quart de finale. La France, deuxième, est une miraculée. À la peine face au Japon et au Canada, étouffée face au Néo-Zélandais, elle est battue par les Tonga, une nation mineure au niveau international. Mais ils sont en quart de finale face à l'Angleterre. Les Tonga, prétendants à la qualification, n'ont pas l'expérience des grands tournois. Cependant, troisièmes, ils sont qualifiés pour la Coupe du Monde 2015. Le Canada montre des progrès en inquiétant la France et en battant les Tonga. Mais son match nul face au Japon ternit son bilan. Le Japon termine dernier et reste à son niveau, mais à huit ans de son Mondial de 2019, le XV nippon n'est toujours pas une révélation sur la scène internationale.

## Classement
| Rang | Pays             | J | V | N | D | Em | Ee | Bo | Bd | Pm  | Pe  | Diff | Pts |
| ---- | ---------------- | - | - | - | - | -- | -- | -- | -- | --- | --- | ---- | --- |
| 1    | Nouvelle-Zélande | 4 | 4 | 0 | 0 | 36 | 6  | 4  | 0  | 240 | 49  | +191 | 20  |
| 2    | France           | 4 | 2 | 0 | 2 | 13 | 9  | 2  | 1  | 124 | 96  | +28  | 11  |
| 3    | Tonga            | 4 | 2 | 0 | 2 | 7  | 13 | 0  | 1  | 80  | 98  | -18  | 9   |
| 4    | Canada           | 4 | 1 | 1 | 2 | 9  | 20 | 0  | 0  | 82  | 168 | -86  | 6   |
| 5    | Japon            | 4 | 0 | 1 | 3 | 8  | 25 | 0  | 0  | 69  | 184 | -115 | 2   |

|  | Qualifiés pour les quarts de finale (no 1, no 2). |
|  | V : victoires • N : matchs nuls • D : défaites • EM : essais marqués • EE : essais encaissés • BO : bonus offensif • BD : bonus défensif • PM : points marqués • PE : points encaissés • Diff : différence de points. |

Attribution des points : victoire : 4, match nul : 2, défaite : 0, forfait : -2 ; plus les bonus (offensif : 4 essais marqués ou plus ; défensif : défaite par 7 points d'écart ou moins).
Règles de classement : 1. résultat du match de poule entre les deux équipes ; 2. différence de points ; 3. différence d'essais ; 4. nombre de points marqués ; 5. nombre d'essais marqués ; 6. rang au classement IRB en date du 3 octobre 2011.

## Les matchs

### Nouvelle-Zélande - Tonga
(mt : 29 - 3)
Homme du match : Richard Kahui 
Points marqués :
- Nouvelle-Zélande : 6 essais de Dagg (11e, 27e), Kahui (19e, 31e), Kaino (59e), Nonu (76e), 4 transformations de Carter (20e, 29e, 32e), Slade (77e), 1 pénalité de Carter (5e)

- Tonga : 1 essai de Taumalolo (72e), 1 transformation de Morath (73e), 1 pénalité de Morath (40e)

Évolution du score : 3-0, 8-0, 15-0, 22-0, 29-0, 29-3, 34-3, 34-10, 41-10
Arbitre : George Clancy 
Résumé

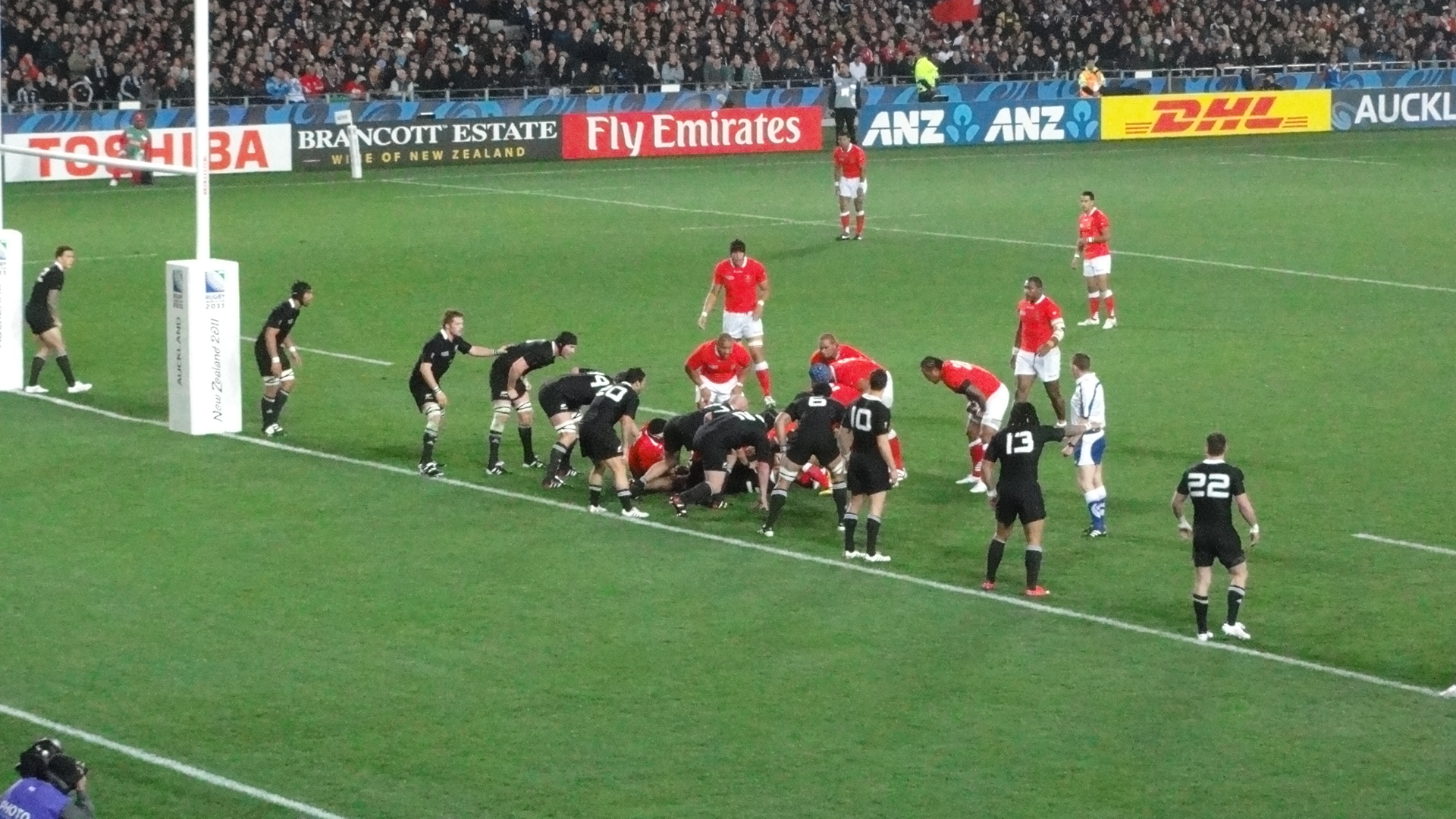
Les tongiens pilonnent avant d'inscrire leur unique essai.

Dans ce match d'ouverture, les Néo-Zélandais dominent les Tongiens. Ils assoient leur succès dès la première mi-temps avec une domination dans tous les secteurs du jeu. Dès la 11e,Kahui s'infiltre et sert Sonny Bill Williams. Le jeu rebondit et part au large pour Dagg qui élimine le dernier défenseur d'un crochet intérieur. À la 19e, Sonny Bill Williams croise avec Isaia Toeava qui fait la différence, fixe les derniers défenseurs Tongiens pour transmettre à Kahui qui marque le deuxième essai. À la 27e, Andrew Hore récupère un ballon sur un ruck qu'il transmet à Toeava et à Williams. Ceux-ci transpercent la défense adverse et c'est l'arrière Dagg qui vient conclure en coin. Sur le coup d'envoi, le ballon est écarté pour Dagg qui décale Kahui. L'ailier résiste à son vis-à-vis et s'arrache pour aplatir. George Clancy siffle la pause sur le score de 29 à 3 pour les All Blacks.
À la 59e, Piri Weepu part côté fermé et transmet à Kahui qui tape par-dessus la défense et récupère pour servir Kaino qui file aplatir. Mais les Tongiens répondent présents sur les phases où ils avaient été défaillants en première période. Sans dominer leurs adversaires, ils leur tiennent tête et sont moins hermétiques en défense. À la 72e, les Tongiens campent devant l'en but néo-zélandais. Une longue séance de départs au ras s'ensuit et Taumalolo marque le premier essai des Tongiens dans la compétition.  À la 76e, Ma'a Nonu accélère et sert Colin Slade qui retrouve Nonu à l'intérieur, le centre file ensuite sous les poteaux pour marquer le dernier essai de la partie. L'arbitre siffle la fin du match sur le score de 41 à 10. Les All Blacks l'emportent avec le point de bonus offensif.
| Nouvelle-Zélande · Titulaires · 11e 29e Israel Dagg 15 · 20e 32e Richard Kahui 14 · 77e Ma'a Nonu 13 · Sonny Bill Williams 12 · 61e Isaia Toeava 11 · 72e Daniel Carter 10 · 52e Jimmy Cowan 9 · 74e Victor Vito 8 · (cap.) Richie McCaw 7 · 59e Jerome Kaino 6 · Ali Williams 5 · 55e Brad Thorn 4 · Owen Franks 3 · 72e Andrew Hore 2 · 44e Tony Woodcock 1 · Remplaçants · 72e Corey Flynn 16 · 44e Ben Franks 17 · 74e Anthony Boric 18 · 55e Sam Whitelock 19 · 52e Piri Weepu 20 · 72e Colin Slade 21 · 61e Cory Jane 22 · Entraîneur · Graham Henry |  | Tonga · Titulaires · 15 Vungakoto Lilo · 14 Viliame Iongi · 13 Suka Hufanga 74e · 12 Andrew Ma'ilei 40e · 11 Siale Piutau · 10 Kurt Morath · 9 Taniela Moa · 8 Viliami Ma'afu · 7 Finau Maka (cap.) 53e · 6 Sione Kalamafoni · 5 Joseph Tu'ineau · 4 Paino Hehea 40e · 3 Taufa'ao Filise 52e · 2 Aleki Lutui 43e · 1 Soane Tonga'uiha 52e · Remplaçants · 16 Ephraim Taukafa 43e · 17 Alisona Taumalolo 52e 72e · 18 Kisi Pulu 52e · 19 Sione Timani 40e · 20 Samiu Vahafolau 53e · 21 Samisoni Fisilau 74e · 22 Alipate Fatafehi 40e · Entraîneur · Isitolo Maka |

### France - Japon
(mt : 25 - 11)
Homme du match : James Arlidge 
Points marqués :
- France : 6 essais de Pierre (4e), Trinh-Duc (11e), Clerc (34e), Nallet (70e), Papé (77e), Parra (80e), 4 transformations de Yachvili (5e, 12e, 71e, 78e, ), 3 pénalité de Yachvili (20e, 28e, 67e)
- Japon : 2 essai de Arlidge (30e, 49e), 1 transformation de Arlidge (50e), 3 pénalité de Arlidge (17e, 38e, 58e)

Évolution du score : 7-0, 14-0, 14-3, 17-3, 20-3, 20-8, 25-8, 25-11, 25-18, 25-21, 28-21, 35-21, 42-21, 47-21
Arbitre : Steve Walsh 
Résumé

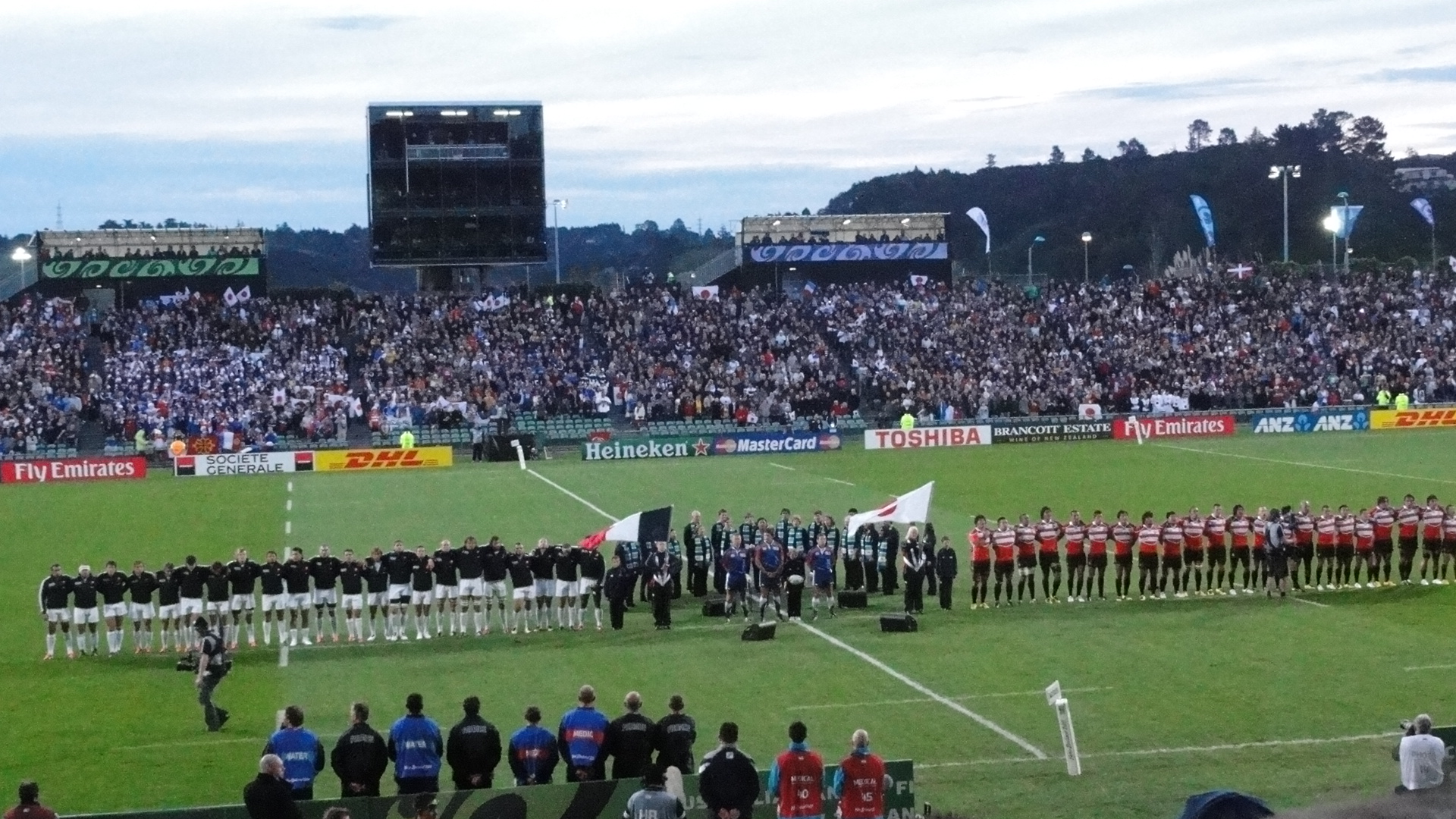
Hymnes au début de la rencontre

La France entre dans la compétition en s'imposant face aux joueurs du pays du Soleil levant. Les Bleus entament la partie et monopolisent la possession du ballon. À la 4e, Maxime Médard perce à hauteur des 22 mètres et reçoit le soutien de Nicolas Mas puis de Raphaël Lakafia qui sur sa lancée trouve Dimitri Yachvili à cinq mètres de la ligne. Ce dernier passe par le sol et le ballon est récupéré par Julien Pierre qui perce et aplatit pour le premier essai de la rencontre. À la 11e, Arlidge, à hauteur de la ligne des 22 mètres français, part petit côté et tente une passe sur Koji Taira. Trinh-Duc intercepte le ballon et file sur cinquante mètres pour aplatir entre les perches nippones (14-0). À la 30e, on assiste au sursaut japonais symbolisé par une pénalité tapée en touche. Le ballon est gagné et le maul se structure. Le ballon sort pour Arlidge qui tente un coup de pied à suivre. Il est contré par Trinh-Duc. Mais le contre est favorable et le ballon revient dans les mains de l'ouvreur japonais qui peut aplatir (20-8). À la 34e, les trois-quarts français ouvrent grand côté. Cédric Heymans s'intercale, passe les bras et trouve Aurélien Rougerie qui fixe la défense japonaise et transmet à Vincent Clerc qui aplatit en coin (25-8).
En début de seconde mi-temps, les Français balbutient leur rugby. À la 49e, l'indiscipline des Bleus continue et les Japonais jouent rapidement leurs pénalités. Le numéro 9 Fumiaki Tanaka s'infiltre au milieu des avants, trouve Arlidge qui évite trois plaquages pour aller à l'essai (25-18). Les Bleus sont privés de ballon par les Japonais et ne parviennent pas à inscrire le moindre point jusqu'à la 70e lorsque les avants Bleus s'avancent près de la ligne japonaise. Sur le regroupement, Yachvili transmet rapidement le ballon à Clerc qui fixe et donne pour Nallet, en position d'ailier, qui n'a plus qu'à aplatir le ballon (35-21). À la 77e, Morgan Parra, derrière le pack, transmet le ballon à Heymans qui accélère le long de la ligne. L'arrière trouve du soutien et, après une série de passes, David Marty,  servi, reprend l'extérieur, transmet le ballon en chistera à Pascal Papé qui marque (42-21). À la 80e, Rougerie traverse la défense nippone avant de fixer le dernier défenseur et offrir le dernier essai à Parra en bout de ligne (47-21). Les Bleus s'imposent avec difficulté et obtiennent le point du bonus offensif. James Arlidge qui a marqué les 21 points de son équipe est élu homme du match.
| France · Titulaires · Cédric Heymans 15 · 33e Vincent Clerc 14 · Aurélien Rougerie 13 · 47e Fabrice Estebanez 12 · Maxime Médard 11 · 13e 51e François Trinh-Duc 10 · Dimitri Yachvili 9 · Raphaël Lakafia 8 · 74e Imanol Harinordoquy 7 · (cap.) Thierry Dusautoir 6 · 71e Lionel Nallet 5 · 5e 74e Julien Pierre 4 · Nicolas Mas 3 · 51e William Servat 2 · 51e Fabien Barcella 1 · Remplaçants · 51e Dimitri Szarzewski 16 · 51e Jean-Baptiste Poux 17 · 74e 78e Pascal Papé 18 · 74e Julien Bonnaire 19 · 61e 80e Morgan Parra 20 · 51e 61e David Skrela 21 · 47e David Marty 22 · Entraîneur · Marc Lièvremont |  | Japon · Titulaires · 15 Shaun Webb 66e · 14 Kosuke Endo · 13 Koji Taira 54e · 12 Ryan Nicholas · 11 Hirotoki Onozawa · 10 James Arlidge 30e 49e · 9 Fumiaki Tanaka 66e · 8 Koliniasi Holani 35e · 7 Michael Leitch · 6 Takashi Kikutani (cap.) · 5 Toshizumi Kitagawa · 4 Luke Thompson · 3 Kensuke Hatakeyama 43e · 2 Shota Horie · 1 Hisateru Hirashima · Remplaçants · 16 Yusuke Aoki · 17 Nozomu Fujita 43e · 18 Hitoshi Ono · 19 Itaru Taniguchi 35e · 20 Atsushi Hiwasa 66e · 21 Murray Williams 66e · 22 Alisi Tupuailei 54e · Entraîneur · John Kirwan |

### Tonga - Canada
(mt : 7 - 10)
Homme du match : Adam Kleeberger 
Points marqués :
- Tonga : 2 essais de Piutau (40e, 53e), 2 transformations de Morath (40e, 54e), 2 pénalités de Morath (43e, 64e)

- Canada : 3 essais de Sinclair (13e), Carpenter (67e), MacKenzie (73e), 2 transformations de Pritchard (15e, 75e), 2 pénalités de Pritchard (26e, 45e)

Évolution du score : 0-7, 0-10, 7-10, 10-10, 10-13, 17-13, 20-13, 20-18, 20-25
Arbitre : Jonathan Kaplan 
Résumé

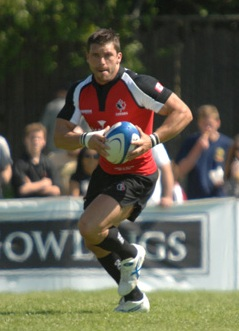
James Pritchard auteur de deux pénalités et deux transformations.

Cette rencontre est allée au bout du suspense pour voir les Canadiens remporter leur première victoire dans cette Coupe du monde face aux Tonga. Le match a été disputé du début à la fin, et les Tongiens s'inclinent après avoir raté énormément d'occasions. À la 13e, Carpenter s'échappe sur le côté gauche. Les Canadiens enchaînent une série de passes qui renverse le jeu sur la droite et Sinclair est à la conclusion (0-7). À la 40e, les Tongiens récupèrent le ballon et enchaînent quatorze temps de jeu, avant que le demi de mêlée ouvre sur la gauche pour Piutau qui prend l'intervalle et marque (7-10). L'arbitre Jonathan Kaplan siffle la mi-temps après la transformation. Les Canadiens profitent durant cette première mi-temps des maladresses des Tongiens qui sont poussés à la faute grâce à une défense bien organisée.
En seconde mi-temps, à la 53e, les Tongiens créent un regroupement sur les 22 mètres canadiens. Taniela Moa s'échappe et croise parfaitement pour Piutau qui prend l'intervalle et aplatit dans l'en but adverse (17-13). À la 67e, Conor Trainor s'échappe sur le côté droit et s'impose devant plusieurs défenseurs Tongiens. Il passe à Carpenter, qu'il trouve sur sa gauche, et celui-ci file en force à l'essai. À la 73e, Ander Monro trouve une brèche et perce dans la défense tongienne. Un regroupement à 10 mètres de l'en-but se crée. Phil MacKenzie récupère le ballon, passe dans un petit intervalle et file à l'essai (20-25). Le score final est de 25-20 et les Tongiens doivent se contenter du point de bonus défensif.
| Tonga · Titulaires · Kurt Morath 15 · Fetu'u Vainikolo 14 · 40e 53e Siale Piutau 13 · Alipate Fatafehi 12 · 66e William Helu 11 · Taniela Moa 10 · 71e Tomasi Palu 9 · 50e Samiu Vahafolau 8 · Sione Vaiomo'unga 7 · (cap.) Finau Maka 6 · Lua Lokotui 5 · 54e Sione Timani 4 · 52e Kisi Pulu 3 · 65e Ephraim Taukafa 2 · 75e Alisona Taumalolo 1 · Remplaçants · 65e Ilaisa Ma'asi 16 · 75e Soane Tonga'uiha 17 · 52e Halani Aulika 18 · 50e Viliami Ma'afu 19 · 54e Sione Kalamafoni 20 · 71e Viliame Iongi 21 · 66e Alaska Taufa 22 · Entraîneur · Isitolo Maka |  | Canada · Titulaires · 15 James Pritchard · 14 Ciaran Hearn · 13 DTH Van der Merwe · 12 Ryan Smith 65e · 11 Phil MacKenzie 73e · 10 Ander Monro · 9 Ed Fairhurst · 8 Aaron Carpenter 67e · 7 Chauncey O'Toole · 6 Adam Kleeberger · 5 Jamie Cudmore · 4 Jebb Sinclair 13e 74e · 3 Jason Marshall 75e · 2 Pat Riordan (cap.) 31' à 41' 69e · 1 Hubert Buydens · Remplaçants · 16 Ryan Hamilton 31e 41e 69e · 17 Scott Franklin 75e · 18 Tyler Hotson · 19 Nanyak Dala 74e · 20 Conor Trainor 65e · 21 Sean White · 22 Nathan Hirayama · Entraîneur · Kieran Crowley |

### Nouvelle-Zélande - Japon
(mt :  38 - 0 )
Homme du match : Ma'a Nonu 
Points marqués :
- Nouvelle-Zélande : 13 essais de Smith (4e), Kahui (16e, 45e), Kaino (22e), Mealamu (30e), Ellis (34e), Slade (36e), Williams (51e, 79e), Toeava (56e), Hore (60e), Nonu (62e), Thomson (77e), 9 transformations de Slade (4e, 30e, 35e, 37e, 46e, 51e, 57e, 77e, 79e)

- Japon : 1 essai de Onozawa (58e), 1 transformation de Williams (59e)

Évolution du score : 7-0, 12-0, 17-0, 24-0, 31-0, 38-0, 45-0, 52-0, 59-0, 59-7, 64-7, 69-7, 76-7, 83-7
Arbitre : Nigel Owens 
Résumé
Une rencontre à sens unique où les All Blacks confirment leur statut de favori tandis que les Japonais ne parviennent pas à continuer sur la lancée de leur match contre la France.
| Nouvelle-Zélande · Titulaires · 56e 62e Isaia Toeava 15 · 44e Cory Jane 14 · 4e Conrad Smith 13 · 62e Ma'a Nonu 12 · 16e 45e Richard Kahui 11 · 36e Colin Slade 10 · 35e 62e Andy Ellis 9 · 57e Victor Vito 8 · 76e Adam Thomson 7 · 22e Jerome Kaino 6 · Sam Whitelock 5 · 72e Brad Thorn 4 · 63e Owen Franks 3 · 30e 44e (cap.) Keven Mealamu 2 · Tony Woodcock 1 · Remplaçants · 44e 61e Andrew Hore 16 · 63e John Afoa 17 · 57e Ali Williams 18 · 72e Anthony Boric 19 · 62e Jimmy Cowan 20 · 62e Piri Weepu 21 · 44e 50e 79e Sonny Bill Williams 22 · Entraîneur · Graham Henry |  | Japon · Titulaires · 15 Taihei Ueda 52e · 14 Takehisa Usuzuki · 13 Koji Taira 46e · 12 Yuta Imamura 71e · 11 Hirotoki Onozawa 59e · 10 Murray Williams · 9 Atsushi Hiwasa · 8 Takashi Kikutani (cap.) · 7 Michael Leitch · 6 Itaru Taniguchi · 5 Toshizumi Kitagawa 59e · 4 Hitoshi Ono · 3 Nozomu Fujita · 2 Yusuke Aoki 64e · 1 Naoki Kawamata · Remplaçants · 16 Hiroki Yuhara 64e · 17 Kensuke Hatakeyama · 18 Toshizumi Kitagawa 59e · 19 Sione Vatuvei · 20 Tomoki Yoshida 71e · 21 Shaun Webb 52e · 22 Alisi Tupuailei 46e · Entraîneur · John Kirwan |

### France - Canada
(mt : 19 - 10 )
Homme du match : Louis Picamoles 
Points marqués :
- France : 4 essais de Clerc (4e, 78e, 80e), Traille (65e), 4 transformations de Parra (4e, 64e, 78e, 80e), 1 drop de Trinh-Duc (58e), 5 pénalités de Parra (16e, 36e, 38e, 40e, 47e)
- Canada : 1 essai de Smith (6e), 1 transformation de Pritchard (6e), 2 drops de Monro (43e, 49e), 2 pénalités de Pritchard (2e,60e)

Évolution du score : 0-3, 7-3, 7-10, 10-10, 13-10, 16-10, 19-10, 19-13, 22-13, 22-16, 25-16, 25-19, 32-19, 39-19, 46-19
Arbitre : Craig Joubert 
Résumé

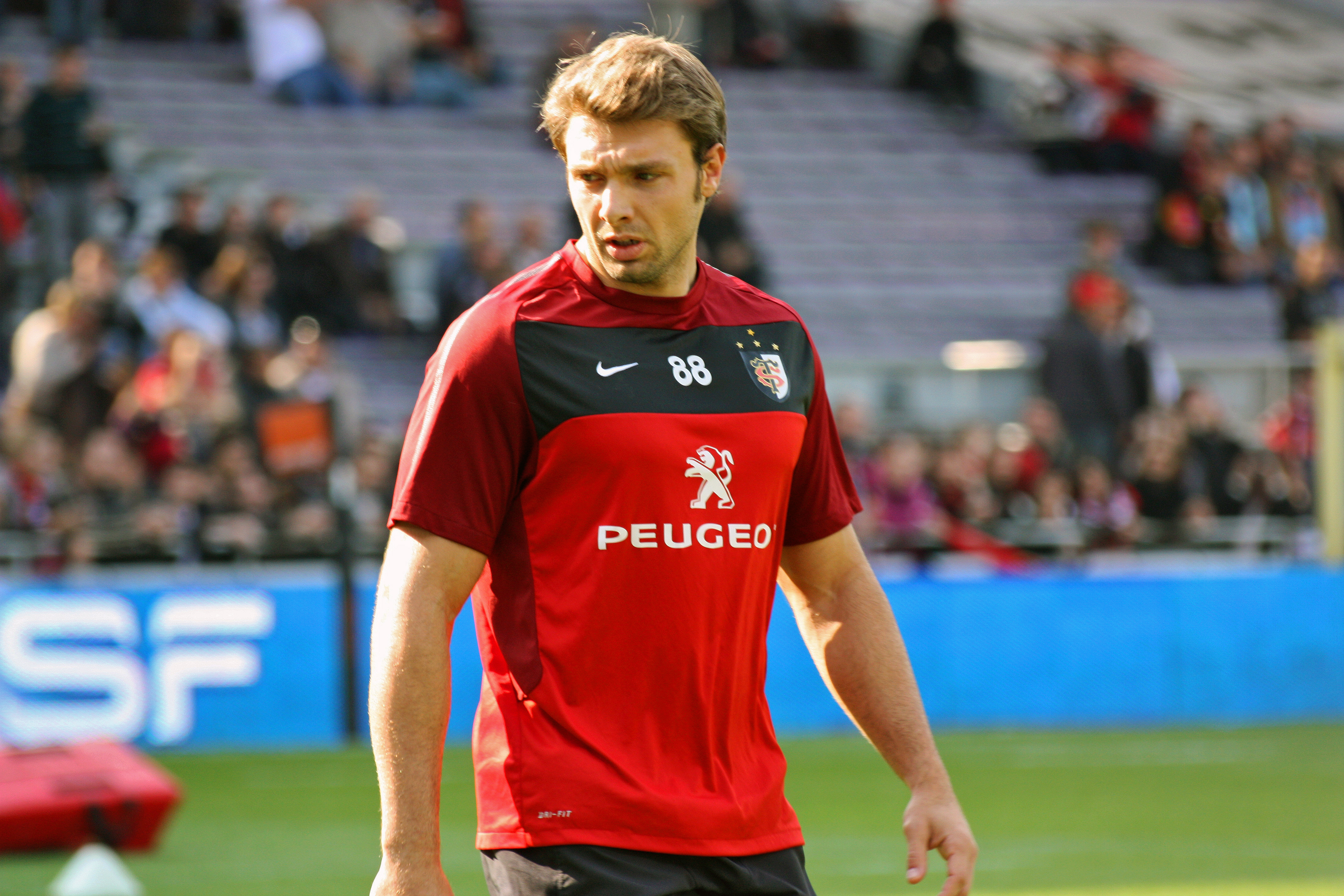
Vincent Clerc (ici avec son maillot de club) marque trois essais pour la France lors de cette rencontre.

Cette confrontation s'est jouée dans des conditions météorologiques défavorables en raison de la pluie et du vent. En fin de match, les Français profitent du manque de fraîcheur de leurs adversaires pour marquer trois essais, ce qui leur permet de porter leur total du match à quatre et ainsi d'empocher le point de bonus offensif.
| France · Titulaires · 64e Damien Traille 15 · 4e 78e 80e Vincent Clerc 14 · David Marty 13 · Maxime Mermoz 12 · 72e (cap.) Aurélien Rougerie 11 · 69e François Trinh-Duc 10 · Morgan Parra 9 · Louis Picamoles 8 · Julien Bonnaire 7 · 75e Fulgence Ouedraogo 6 · 63e Romain Millo-Chluski 5 · Pascal Papé 4 · Luc Ducalcon 3 · 53e William Servat 2 · 18e 27e 46e Jean-Baptiste Poux 1 · Remplaçants · 53e Guilhem Guirado 16 · 18e 27e 46e Fabien Barcella 17 · 63e Julien Pierre 18 · 75e Imanol Harinordoquy 19 · 69e Dimitri Yachvili 20 · Fabrice Estebanez 21 · 72e Maxime Médard 22 · Entraîneur · Marc Lièvremont |  | Canada · Titulaires · 15 James Pritchard · 14 Ciaran Hearn · 13 DTH Van der Merwe 63e · 12 Ryan Smith 7e · 11 Phil MacKenzie · 10 Ander Monro 70e · 9 Ed Fairhurst 62e · 8 Aaron Carpenter · 7 Chauncey O'Toole 62e · 6 Adam Kleeberger · 5 Jamie Cudmore 60e · 4 Jebb Sinclair · 3 Jason Marshall 62e · 2 Pat Riordan (cap.) 60e · 1 Hubert Buydens · Remplaçants · 16 Ryan Hamilton 60e · 17 Scott Franklin 62e · 18 Tyler Hotson 60e · 19 Nanyak Dala 62e · 20 Sean White 62e · 21 Nathan Hirayama 70e · 22 Conor Trainor 63e · Entraîneur · Kieran Crowley |

### Tonga - Japon
(mt : 18 - 13)
Homme du match : Michael Leitch 
Points marqués :
- Tonga : 3 essais de Ma'afu (7e), Lokotui (15e), Vainikolo (54e), 2 transformations de Morath (17e, 56e) et 4 pénalités de Morath (30e, 32e, 50e, 68e)
- Japon : 3 essais de Hatakeyama (14e), Leitch (26e), Tupuailei (63e) et 1 pénalité de Webb (40e)

Évolution du score : 5-0, 5-5, 12-5, 12-10, 15-10, 18-10, 18-13, 21-13, 28-13, 28-18, 31-18
Arbitre : Dave Pearson 
Résumé
| Tonga · Titulaires · Vungakoto Lilo 15 · 54e Fetu'u Vainikolo 14 · Siale Piutau 13 · Alipate Fatafehi 12 · 68e Suka Hufanga 11 · Kurt Morath 10 · 75e Taniela Moa 9 · 7e Viliami Ma'afu 8 · 64e Sione Vaiomo'unga 7 · Sione Kalamafoni 6 · 65e Paino Hehea 5 · 16e 79e à 80e Lua Lokotui 4 · 48e Aleki Lutui 3 · 72e 64e 40e Taufa'ao Filise 2 · 40e Soane Tonga'uiha 1 · Remplaçants · 48e Ilaisa Ma'asi 16 · 40e Alisona Taumalolo 17 · 61e à 71e 40e Halani Aulika 18 · 65e Joseph Tu'ineau 19 · 72e Samiu Vahafolau 20 · 75e Samisoni Fisilau 21 · 68e Andrew Ma'ilei 22 · Entraîneur · Isitolo Maka |  | Japon · Titulaires · 15 Shaun Webb · 14 Kosuke Endo · 13 Alisi Tupuailei 64e · 12 Ryan Nicholas · 11 Hirotoki Onozawa · 10 James Arlidge 31e à 41e · 9 Fumiaki Tanaka 52e · 8 Takashi Kikutani (cap.) · 7 Michael Leitch 26e · 6 Itaru Taniguchi 52e · 5 Toshizumi Kitagawa 57e · 4 Luke Thompson · 3 Kensuke Hatakeyama 14e 68e · 2 Shota Horie · 1 Hisateru Hirashima · Remplaçants · 16 Yusuke Aoki · 17 Nozomu Fujita 68e · 18 Hitoshi Ono 57e · 19 Sione Vatuvei 52e · 20 Atsushi Hiwasa 52e · 21 Takehisa Usuzuki · 22 Murray Williams · Entraîneur · John Kirwan |

### Nouvelle-Zélande - France
(mt : 19 - 3)
Homme du match : Israel Dagg 
Points marqués :
- Nouvelle-Zélande : 5 essais de Thomson (11e), Jane (18e), Dagg (23e, 42e), Williams (77e), 3 transformations de Carter (19e, 24e, 43e), 1 drop de Carter (63e) et une pénalité de Carter (48e)
- France : 2 essais de Mermoz (55e), Trinh-Duc (75e), 2 transformations de Yachvili (56e, 76e) et 1 pénalité de Yachvili (40e)

Évolution du score : 5-0, 12-0, 19-0, 19-3, 26-3, 29-3, 29-10, 32-10, 32-17, 37-17
Arbitre : Alain Rolland 
Résumé
| Nouvelle-Zélande · Titulaires · 21e 41e Israel Dagg 15 · 17e 34e Cory Jane 14 · Conrad Smith 13 · Ma'a Nonu 12 · 62e Richard Kahui 11 · Daniel Carter 10 · 55e Piri Weepu 9 · 11e 73e Adam Thomson 8 · Richie McCaw 7 · Jerome Kaino 6 · 55e Sam Whitelock 5 · Brad Thorn 4 · 69e Owen Franks 3 · 55e Keven Mealamu 2 · Tony Woodcock 1 · Remplaçants · 55e Andrew Hore 16 · 69e Ben Franks 17 · 55e Ali Williams 18 · 73e Anthony Boric 19 · 55e Andrew Ellis 20 · 62e Colin Slade 21 · 34e 77e Sonny Bill Williams 22 · Entraîneur · Graham Henry |  | France · Titulaires · 15 Damien Traille 41e · 14 Vincent Clerc · 13 Aurélien Rougerie 69e · 12 Maxime Mermoz 54e · 11 Maxime Médard · 10 Morgan Parra 65e · 9 Dimitri Yachvili · 8 Julien Bonnaire · 7 Louis Picamoles 41e · 6 Thierry Dusautoir · 5 Lionel Nallet · 4 Pascal Papé 65e · 3 Luc Ducalcon 41e · 2 Dimitri Szarzewski 53e · 1 Jean-Baptiste Poux · Remplaçants · 16 William Servat 53e · 17 Fabien Barcella 41e · 18 Julien Pierre 65e · 19 Imanol Harinordoquy 41e · 20 François Trinh-Duc 65e 75e · 21 Fabrice Estebanez 69e · 22 Cédric Heymans 41e · Entraîneur · Marc Lièvremont |

### Canada - Japon
(mt : 7 - 17)
Homme du match : Sione Vatuvei 
Points marqués :
- Canada : 3 essais de Van der Merwe (7e), MacKenzie (44e), Monro (75e), 1 transformation de Pritchard (8e) et 2 pénalités de Monro (64e, 79e)
- Japon : 2 essais de Horie (10e), Endo (40e), 2 transformations de Arlidge (11e, 40e) et 3 pénalités de Arlidge (24e, 66e, 73e)

Évolution du score : 7-0, 7-7, 7-10, 7-17, 12-17, 15-17, 15-20, 15-23, 20-23, 23-23
Arbitre : Jonathan Kaplan 
Résumé
| Canada · Titulaires · 40e 21' à 28' James Pritchard 15 · Matt Evans 14 · 7e DTH Van der Merwe 13 · Ryan Smith 12 · 44e Phil MacKenzie 11 · 75e Ander Monro 10 · 71e Ed Fairhurst 9 · Aaron Carpenter 8 · 64e Chauncey O'Toole 7 · Adam Kleeberger 6 · 73e Jamie Cudmore 5 · Jebb Sinclair 4 · 67e Jason Marshall 3 · 60e (cap.) Pat Riordan 2 · Hubert Buydens 1 · Remplaçants · 60e Ryan Hamilton 16 · 67e Scott Franklin 17 · 73e Tyler Hotson 18 · 64e Jeremy Kyne 19 · 71e Sean White 20 · Nathan Hirayama 21 · 40e 28e 21e Conor Trainor 22 · Entraîneur · Kieran Crowley |  | Japon · Titulaires · 15 Shaun Webb 73e · 14 Kosuke Endo 40e · 13 Alisi Tupuailei 13e · 12 Ryan Nicholas · 11 Hirotoki Onozawa · 10 James Arlidge · 9 Fumiaki Tanaka 64e · 8 Takashi Kikutani (cap.) · 7 Michael Leitch · 6 Sione Vatuvei 64e · 5 Toshizumi Kitagawa 64e · 4 Luke Thompson · 3 Nozomu Fujita 25e · 2 Shota Horie 10e · 1 Hisateru Hirashima · Remplaçants · 16 Yusuke Aoki · 17 Kensuke Hatakeyama 25e · 18 Hitoshi Ono 64e · 19 Toetsu Taufa 64e · 20 Atsushi Hiwasa 64e · 21 Murray Williams 73e · 22 Bryce Robins 13e · Entraîneur · John Kirwan |

### France - Tonga
(mt : 6 - 13)
Homme du match : Sione Kalamafoni 
Points marqués :
- France : 1 essai de Clerc (80e) et 3 pénalités de Yachvili (1re, 23e, 49e)

- Tonga : 1 essai de Hufanga (26e), 1 transformation de Morath (28e) et 4 pénalités de Morath (6e, 35e, 66e, 72e)

Évolution du score : 3-0, 3-3, 6-3, 6-10, 6-13, 9-13, 9-16, 9-19, 14-19
Arbitre : Steve Walsh 
Résumé
| France · Titulaires · Maxime Médard 15 · 80e Vincent Clerc 14 · 59e Aurélien Rougerie 13 · Maxime Mermoz 12 · Alexis Palisson 11 · 58e Morgan Parra 10 · Dimitri Yachvili 9 · 49e Raphaël Lakafia 8 · Julien Bonnaire 7 · (cap.) Thierry Dusautoir 6 · Lionel Nallet 5 · Pascal Papé 4 · 40e 45e Luc Ducalcon 3 · William Servat 2 · 6e 20e 45e Jean-Baptiste Poux 1 · Remplaçants · Dimitri Szarzewski 16 · 6e 20e 40e Fabien Barcella 17 · Julien Pierre 18 · 49e Imanol Harinordoquy 19 · 58e François Trinh-Duc 20 · 59e 64e à 74e Fabrice Estebanez 21 · Cédric Heymans 22 · Entraîneur · Marc Lièvremont |  | Tonga · Titulaires · 15 Vungakoto Lilo · 14 Viliame Iongi · 13 Siale Piutau · 12 Andrew Ma'ilei 52e · 11 Suka Hufanga 26e 39e à 49e · 10 Kurt Morath · 9 Taniela Moa · 8 Viliami Ma'afu · 7 Finau Maka (cap.) 10e 25e 42e · 6 Sione Kalamafoni · 5 Paino Hehea 57e · 4 Lua Lokotui · 3 Kisi Pulu 41e · 2 Aleki Lutui · 1 Soane Tonga'uiha 41e · Remplaçants · 16 Ephraim Taukafa 25e 42e · 17 Alisona Taumalolo 47e · 18 Halani Aulika 41e · 19 Joseph Tu'ineau 57e · 20 Samiu Vahafolau 10e 25e 42e · 21 Samisoni Fisilau · 22 Alipate Fatafehi 62e · Entraîneur · Isitolo Maka |

### Nouvelle-Zélande - Canada
(mt : 37 - 8 )
Homme du match : Jerome Kaino 
Points marqués :
- Nouvelle-Zélande : 12 essais de Guildford (7e, 25e, 35e, 76e), Vito (12e, 80e), Dagg (20e), Muliaina (29e), Cowan (44e), Kaino (52e, 67e), S.B. Williams (59e), 8 transformations de Slade (7e, 29e, 44e, 52e), Weepu (59e, 67e, 76e, 80e) et 1 pénalité de Slade (16e)
- Canada : 2 essais de Trainor (40e, 42e), 1 transformation de Monro (42e) et 1 pénalité de Monro (3e)

Évolution du score : 0-3, 7-3, 12-3, 15-3, 20-3, 25-3, 32-3, 37-3, 37-8, 37-15, 44-15, 51-15, 58-15, 65-15, 72-15, 79-15
Arbitre : Romain Poite 
Résumé
| Nouvelle-Zélande · Titulaires · 29e 51e Mils Muliaina 15 · 20e 48e Israel Dagg 14 · Conrad Smith 13 · 59e Sonny Bill Williams 12 · 7e 25e 35e 76e Zac Guildford 11 · 65e Colin Slade 10 · 44e 63e Jimmy Cowan 9 · 51e Kieran Read 8 · 12e 80e Victor Vito 7 · 52e 67e Jerome Kaino 6 · Ali Williams 5 · Sam Whitelock 4 · 56e Owen Franks 3 · 78e (cap.) Andrew Hore 2 · Tony Woodcock 1 · Remplaçants · 78e Keven Mealamu 16 · 56e Ben Franks 17 · 65e Brad Thorn 18 · 51e Anthony Boric 19 · 63e Andrew Ellis 20 · 51e Piri Weepu 21 · 48e Isaia Toeava 22 · Entraîneur · Graham Henry |  | Canada · Titulaires · 15 Matt Evans 65e · 14 Conor Trainor 40e 42e · 13 DTH Van der Merwe 30e · 12 Ryan Smith · 11 Phil MacKenzie · 10 Ander Monro · 9 Ed Fairhurst 63e · 8 Aaron Carpenter · 7 Chauncey O'Toole · 6 Adam Kleeberger · 5 Jamie Cudmore 62e · 4 Jebb Sinclair · 3 Jason Marshall 52e · 2 Pat Riordan (cap.) 48e · 1 Hubert Buydens 63e · Remplaçants · 16 Ryan Hamilton 48e · 17 Scott Franklin 52e · 18 Andrew Tiedemann 63e · 19 Tyler Hotson 62e · 20 Nanyak Dala 65e · 21 Sean White 30e · 22 Nathan Hirayama 63e · Entraîneur · Kieran Crowley |